# Arquidiocese de Anchorage-Juneau

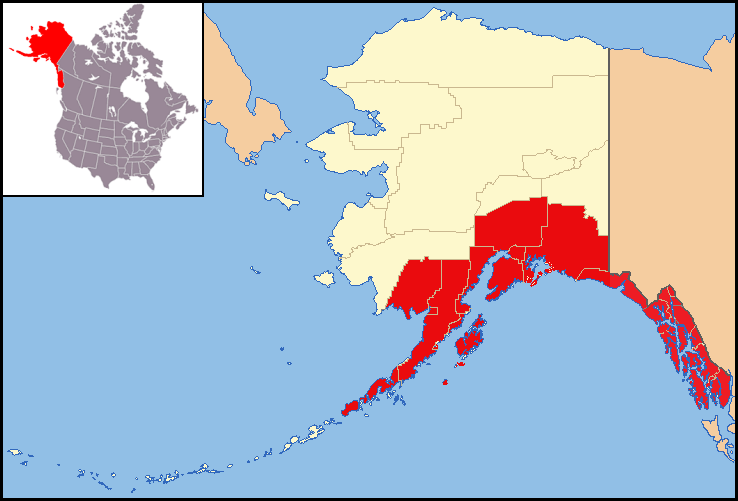
Arquidiocese de Anchorage-Juneau

A Arquidiocese de Anchorage-Juneau (Archidiœcesis Ancoragiensis-Iunellensis) é uma arquidiocese da Igreja Católica situada em Anchorage, no Alasca. É fruto do desmembramento da diocese de Juneau em 22 de janeiro de 1966. Seu atual arcebispo metropolita é  Andrew Eugene Bellisario . Sua sé é a Catedral da Sagrada Família de Anchorage.
Possui 23 paróquias assistidas por 34 párocos e cerca de 9,2% da sua população jurisdicionada é batizada.

## História
A Arquidiocese de Anchorage foi ereta em 22 de janeiro de 1966 pela bula Quam verae do Papa Paulo VI, com área cedida pela Diocese de Juneau.
Em 19 de maio de 2020, recebe o território da suprimida Diocese de Juneau e é renomeada para Arquidiocese de Anchorage-Juneau.

## Arcebispos
Histórico de arcebispos locais:
| #                        | Nome                            | Período    | Notas                                                                       |
| Arcebispos               | Arcebispos                      | Arcebispos | Arcebispos                                                                  |
| ------------------------ | ------------------------------- | ---------- | --------------------------------------------------------------------------- |
| 5º                       | Andrew Eugene Bellisario, C.M.  | 2020-      | atual                                                                       |
| 4º                       | Paul Dennis Etienne             | 2016-2019  | Nomeado Arcebispo-coadjutor de Seattle                                      |
| 3º                       | Roger Lawrence Schwietz, O.M.I. | 2001-2016  |                                                                             |
| 2º                       | Francis Thomas Hurley †         | 1976-2001  |                                                                             |
| 1º                       | John Joseph Thomas Ryan †       | 1966-1975  | Nomeado Arcebispo-coadjutor de Forças Armadas dos Estados Unidos da América |
| Arcebispo-coadjutores    |                                 |            |                                                                             |
|                          | Roger Lawrence Schwietz, O.M.I. | 2000-2001  |                                                                             |
| Administrador Apostólico |                                 |            |                                                                             |
|                          | Andrew Eugene Bellisario, C.M.  | 2019-2020  | Bispo de Juneau                                                             |